# Murayamagatake
Der Murayamagatake ist ein 2600 m hoher Berg im ostantarktischen Königin-Maud-Land. Er ist der zweithöchste Gipfel des Widerøefjellet im Gebirge Sør Rondane.  
Japanische Wissenschaftler benannten ihn 2012 nach dem japanischen Polarforscher und Expeditionsleiter Masayoshi Murayama (1918–2006).